# Moldauisch-polnische Beziehungen
Moldauisch-polnische Beziehungen sind die außenpolitischen Beziehungen zwischen Moldau und Polen. Die beiden Länder haben eine gemeinsame Geschichte, sie haben jedoch derzeit keine gemeinsame Grenze. 
Mit der Expansion unter Kasimir dem Großen kam im 14. Jahrhundert Rotruthenien an das Königreich Polen, wodurch Polen und das Fürstentum Moldau eine gemeinsame Grenze erhielten. 1387 legte Petru I. Mușat von Moldau gegenüber dem polnisch-litauischen König Władysław II. Jagiełło den Lehnseid ab. Die Lehensbeziehung blieb hundert Jahre bis 1487 bestehen, als Moldau in den Einflussbereich des Osmanischen Reichs kam. Polen-Litauen versuchte in mehreren Kriegen gegen das Osmanische Reich, die Moldau wiederzuerlangen. Nach dem Ende des Kalten Krieges und dem Zerfall der Sowjetunion nahmen beide Staaten 1992 wieder diplomatische Beziehungen auf.
Zur polnischen Minderheit in Moldau bekennen sich einige Tausend Personen, zur moldauischen Minderheit in Polen ca. Tausend in den großen Städten. 
Polen besitzt eine Botschaft in Chișinău. Moldau hat eine Botschaft in Warschau.